# 新奧萊尼夫卡 (扎波羅熱州)
47°46′18″N 35°22′3″E / 47.77167°N 35.36750°E
新奧萊尼夫卡（烏克蘭語：Новооленівка）是位於烏克蘭東南部的村莊，由扎波羅熱州扎波羅熱区的新亞歷山德里夫卡市鎮負責管轄。該村始建於1879年，面積3.2平方公里，海拔高度83米，2001年人口87，人口密度每平方公里27.2人。